# Beja (Salvador e Santa Maria da Feira)
Beja (Salvador e Santa Maria da Feira) (llamada oficialmente União das Freguesias de Beja (Salvador e Santa Maria da Feira)) es una freguesia portuguesa del municipio de Beja, distrito de Beja.

## Historia
Fue creada el 28 de enero de 2013 en aplicación de una resolución de la Asamblea de la República de Portugal promulgada el 16 de enero de 2013 con la unión de las freguesias de Salvador y Santa Maria da Feira, pasando su sede a estar situada en la antigua freguesia de Salvador.

## Demografía
| Gráfica de evolución demográfica de Beja (Salvador e Santa Maria da Feira) entre 2011 y 2021 |
|                                                                                              |
| Datos según el nomenclátor publicado por el INE portugués.                                   |